# Max Yasgur
Max B. Yasgur, né le 15 décembre 1919 à New York et mort le 9 février 1973 à Marathon, est un fermier américain connu pour être le propriétaire de la ferme laitière de Bethel où a lieu le festival de Woodstock en août 1969. 

## Woodstock

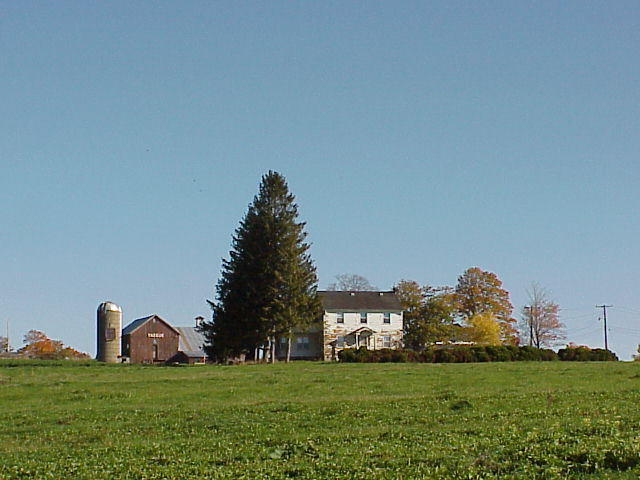
La ferme de Max Yasgur en 1999.

Fils d'immigrés juifs russes, Samuel et Bella Yasgur (née Feder), originaires de Minsk (actuelle Biélorussie), il est élevé avec son frère Isidore (1926-2010) dans la ferme familiale à Maplewood (Comté de Sullivan dans l'État de New York) dans les montagnes Catskill où ses parents tenaient aussi un petit hôtel.
Après avoir étudié le droit immobilier à l'Université de New York, il revient à Maplewood et vend la ferme de ses parents pour en racheter deux autres à Bethel. Il se marie  en 1940 avec Miriam Miller, invitée à l’hôtel de ses parents. Deux enfants naissent de cette union : Samuel en 1942 et Lois en 1944. À la fin des années 1960, il devient le plus grand producteur de lait du comté de Sullivan. Sa ferme compte alors 650 vaches, principalement de race Guernesey.

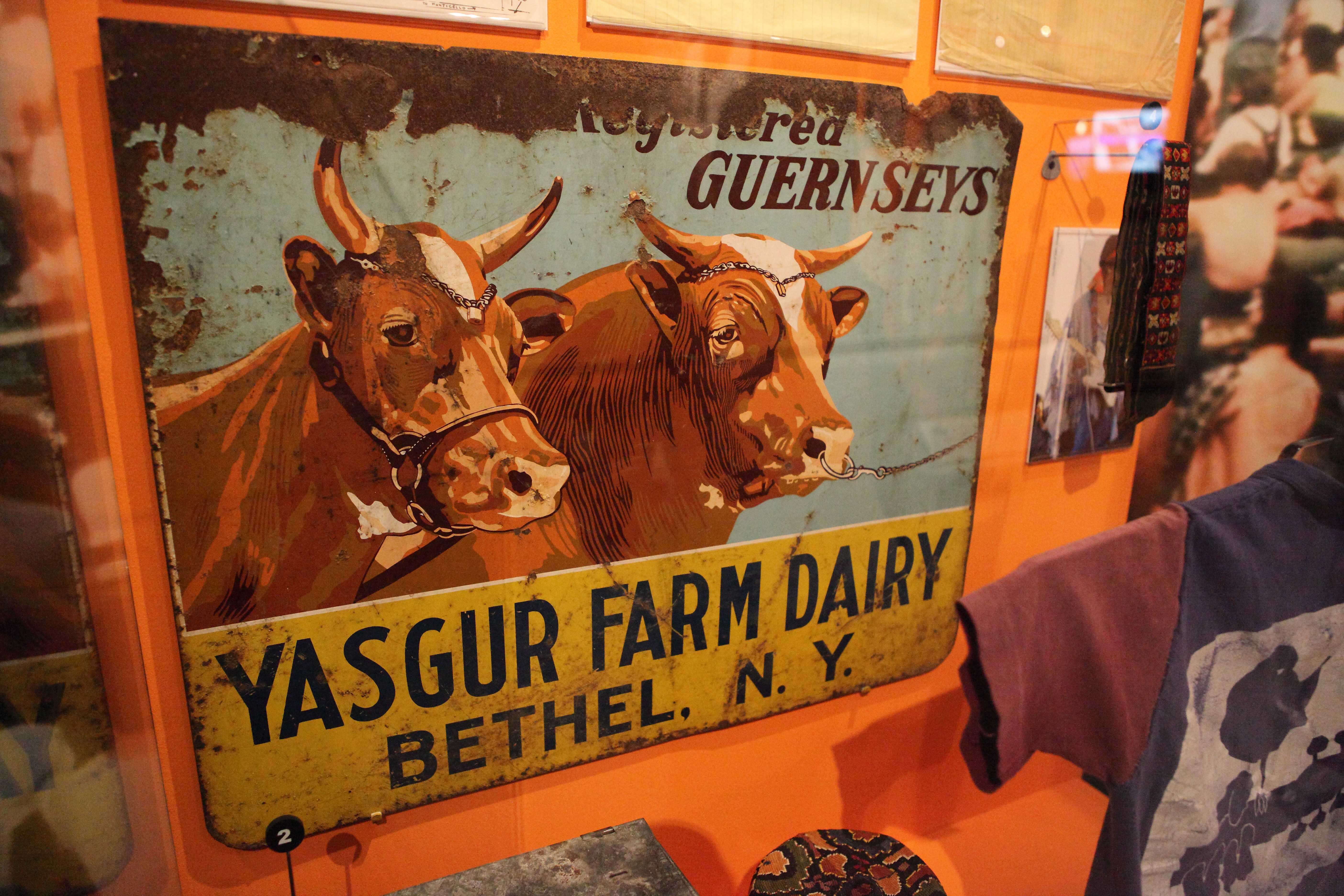
Plaque émaillée Yasgur Farm Dairy, montrée dans une exposition sur Woodstock (photo : Sam Howzit, 2014).

Initialement, le festival devait se dérouler à Woodstock à 96 km au nord-est de Bethel (d'où le nom qui lui a été donné). Les organisateurs avaient déjà commencé à vendre des billets aux festivaliers lorsqu'ils se sont vu refuser la permission de le tenir là où ils l’avaient prévu. Le site d'un motel situé à White Lake (en) dans la localité de Bethel, appartenant à un certain Elliot Tiber a été envisagé comme solution de repli, mais fut jugé trop petit pour les organisateurs. Tiber les mit donc en contact avec son ami et voisin Max Yasgur, dont la ferme se situait à environ 4 km à l'ouest du lac.
Vers la fin du festival, juste avant le passage de Joe Cocker, Max Yasgur monte sur scène pour prononcer quelques mots. « La chose importante, c'est que vous avez prouvé au monde qu'un demi-million de jeunes peut se rassembler et avoir trois jours de fête et de musique, et n'avoir rien d'autre que de la fête et de la musique, et que Dieu vous bénisse pour cela ! »
Beaucoup de ses voisins se retournent contre lui après le festival et, en janvier 1970, il est poursuivi pour les dommages matériels causés par les festivaliers mais ne sera pas condamné. Il refuse néanmoins de relouer le terrain pour une nouvelle édition du festival.
En 1971, Yasgur vend sa ferme de 600 acres (2,4 km2) et s'installe à Marathon en Floride où il meurt en 1973 d'une crise cardiaque.
La « ferme de Yasgur » est citée dans plusieurs chansons de l'époque comme Woodstock (1969) de Joni Mitchell et For Yasgur’s Farm (1970) de Mountain.